# Convention des patriotes pour la justice et la paix
 (mars 2013).
 (avril 2018).
Si vous disposez d'ouvrages ou d'articles de référence ou si vous connaissez des sites web de qualité traitant du thème abordé ici, merci de compléter l'article en donnant les références utiles à sa vérifiabilité et en les liant à la section « Notes et références ».
La Convention des patriotes pour la justice et la paix (CPJP) est un groupe rebelle de la Centrafrique, créé le 26 octobre 2008, majoritairement composée de Rounga et de confession musulmane. Il est essentiellement implanté dans la préfecture de la Vakaga et dans la Bamingui-Bangoran.
Son objectif est de "Rendre à la République centrafricaine ses valeurs de "Zo Kwe Zo" et son "Unité-Dignité-Travail". Il faut ajouter à cela la volonté d'éclaircir la disparition du plus emblématique leader du groupe Charles Massi.

## Histoire

### Origine
En 2002, le maire de Birao, Yaya Ramadan, vend pour 6 millions de CFA, une partie de son territoire communal à des bergers transhumants soudanais, les Arabes Taïsha, afin qu'ils puissent y mener leur troupeau paître. Toutefois, malgré cet accord, ceux-ci subissent la répression des gardes-forestiers à chacun de leur passage vers leur nouvelle terre de pâture. Estimant avoir été escroqués par Yaya Ramadan, ils assassinent ce membre éminent de l'ethnie Goula le 8 mai 2002 lors d'un de ses déplacements.
Les Goula cherchent alors à se venger des Taïsha mais s'en prennent par erreur à une autre tribu arabe, les Himat. Toujours en 2002, les Arabes Taïsha aussi décident d'attaquer les Goula... mais s'en prennent pour leur part par erreur aux Rounga, qui en réaction rejoignent les Goula pour lutter contre les Taïsha.
En 2005, les Goula demandent au gouvernement de François Bozizé en 2005 de faire pression sur le Soudan (dont sont originaires les nomades Taïsha) pour obtenir réparation de la mort de Yaya Ramadan. Ils obtiennent l'ouverture d'un consulat du Soudan à Birao pour mener ces négociations sur les réparations mais n'associent pas les Rounga à l'accord conclu à Birao la même année malgré leur alliance et leur combats mutuels contre les Taïsha.
En 2006, les Goula n'ont toutefois toujours pas touché l'argent pour la compensation de la mort de Yaya et ont soupçonné le gouvernement de Bozizé d'avoir détourné les fonds versés par le Soudan. Les Goula créent donc un groupe armé, l'Union des forces démocratiques pour le rassemblement (UFDR), et invitent les Rounga à se joindre à leur mouvement.
Les Roungas se sentent toutefois lésés de ne pas avoir été associés à l'accord de Birao avec le Soudan et refusent. Les Goula commettent alors des exactions contre les Roungas et tuent deux membres importants de leur communauté : El Hadj Ahmat, mort à Ouadda, et Amoun El Hadj Assan, mort à Banga.
Les Roungas ont à leur tour informé le gouvernement des attaques dont ils étaient victimes de la part des Goulas, et réclament que les chefs de l'UFDR soient traduits en justice. Cependant, le gouvernement ne réagit pas car il est en pleine signature d'accord de paix avec l'UFDR depuis avril 2007 (accord de Birao en avril 2007 puis accord de paix global de Libreville en juin 2008).
Enfin, en juin 2008, le gouvernement accepte de se réunir avec les Rounga de Bria, Ndélé et Birao et l'UFDR pour trouver un consensus sur le jugement des exactions menées par l'UFDR. L'issue semble positive car promesse est faite de traduire en justice les responsables de l'UFDR. Cependant, cet engagement ne sera pas respecté et les Roungas créent, le 26 décembre 2008, un groupe armé, a Convention des patriotes pour la justice et la paix.

### Actions militaires (2008-2011)
La CPJP a mené plusieurs attaques contre d'importantes villes et leur population comme Ndélé, Birao, Yalinga, Ippy, Bossembélé... Voici un bref aperçu des principales attaques de la CPJP :
- Décembre 2008 Attaque de la gendarmerie de Ngarba[3]
- Avril 2009 Attaque à Ndélé et Bossembélé[3]
- Avril 2010 Attaque à Ndélé[4]
- Mai 2010 Attaque Kassimanga[3]
- Mai 2010 Attaque à Tiri et Dimi-faya[3]
- Juin 2010 Attaque à Birao[5]
- Septembre 2010 Attaque à Lemena et Yalinga[3]
- Octobre 2010 Attaque à Ippy[6]
- Novembre 2010 Attaque à Birao[7] (Une des plus médiatisées)
- Septembre 2011 près de Bria[8]

La CPJP a également mené plusieurs attaques contre des ONG travaillant dans le Nord engendrant la fermeture des programmes définitive ou pendant plusieurs semaines selon les ONG.

### Processus de paix de 2011
Le 11 juin 2011, Mahamat Zakaria a signé au nom du groupe des accords de cessez-le-feu avec le gouvernement pour enclencher le processus de Désarmement Démobilisation Réarmement (DDR).
Enfin, la Caravane de sensibilisation à la paix organisée par le gouvernement s'est rendue à Ndélé samedi 19 novembre 2011. Abdoulaye Hissène a déclaré à cette occasion avoir « tourné la page de l’ennemi et enterré la hache de guerre » avec l'UFDR.
Pour la population, la sécurité ne sera vraiment établie qu'après le désarmement des troupes.
Au mois de juillet 2011, Mahamat Saleh, chef des opérations de la CPJP, dans la ville de Zako (Mbomou), a décidé de déposer les armes.
Le 11 juin 2013, un important contingent des troupes de la CPJP, 400 hommes à bord de 10 véhicules, arrivent à Bangui, officiellement pour participer au processus de la réforme de l’armée. Ils sont conduits et regroupés immédiatement au camp Kassaï.
En 2013, le général Abdoulaye Hissène est ministre centrafricain de la Jeunesse, des Arts et de la Culture.

### Naissance de la faction dissidente «Fondamentale»
La Convention des Patriotes pour la Justice et la Paix « Fondamentale » apparaît au moment où la CPJP participe, au mois d'août 2012, les négociations qui aboutiront à la signature de l'accord de Libreville en janvier 2013. Ce groupe, qui rejette la paix, semble surtout constitué d'ex-libérateurs, à savoir les combattants tchadiens qui ont porté François Bozizé au pouvoir en 2003.
Hassan Al Habib alias Wata ou encore HA est le porte-parole de cette faction dissidente. Il est tué le 19 septembre 2012 au village Daya situé à 18 kilomètres de Dékoa, par les forces centrafricaines.

## Commandement
La CPJP est formellement doté d'un conseil politique, d'une cour suprême et d'un état-major, même s'il est difficile d'en connaître la composition.
Les principaux noms liés à ce groupe sont Abdoulaye Hissène, le chef d'état-major Isaa Israël et le porte-parole Bevarrah Lala. Charles Massi, disparu mystérieusement le 18 décembre 2009, fut aussi un membre éminent du bureau politique de la CPJP.
Le principal représentant de ce groupe est Abdoulaye Hissène. Originaire de Sikkikede, c'est là que siège le conseil politique. On note l'entrée de la CPJP à Akoursoulbak, village au nord de Ndélé le 28 décembre 2008. C'est aussi ici que se sont recueillies les familles des deux hauts membres Rounga tués par les Goulas (membres majoritaires de l'UFDR) en 2008.
Comme dans beaucoup de groupes rebelles, il a connu des dissensions. Ainsi les noms d'Assan Bringa Togba, Joachim Kokaté ou encore Askabiol (rédacteur du site: cpjp.centrafrique.over-blog.org) semble ne plus être lié qu'à une branche obsolète de la CPJP.

## Composition
La CPJP est majoritairement composée de Rounga et de confession musulmane mais elle n'exclut pas d'autres ethnies (mis à part les Goulas). Comme d'autres groupes rebelles (FPR notamment) en Centrafrique, la CPJP compte dans ses rangs des rebelles tchadiens et soudanais. Sans parler des membres de l'ethnie Rounga qui vivent au-delà des frontières du pays au Tchad et au Soudan et constituent très certainement un soutien non négligeable. On estime qu'elle se compose de 300 à 1000 hommes. Un important nombre d'enfants soldats seraient aussi inclus dans ce chiffre.
Une alliance a été conclue entre l'UFDR et la CPJP pour lutter contre la présence de la Lord's Resistance Army (LRA) originaire d'Ouganda qui mène des vagues d'exactions dans l'Est du pays.

## Financement
Située dans une zone très largement diamantifère, ses revenus financiers proviennent probablement de ce précieux minerai.[réf. nécessaire]